# Položský rajón
Položský rajón (ukrajinsky Пологівський район) je rajón v Záporožské oblasti na Ukrajině. Hlavním městem jsou Polohy a rajón má přibližně 164 tisíc obyvatel. Od počátku ruské invaze na Ukrajinu je většina rajónu okupována Ruskou federací, včetně měst Polohy, Moločansk a Tokmak.

## Města v rajónu
- Huljajpole
- Moločansk
- Orichiv
- Polohy
- Tokmak